# 印度历史
印度地区歷史悠久，是世界上最早出现文明的地区之一。而印度河是其古印度文明的發源地，在古印度文明滅亡後，雅利安人進入印度地區，在文化上并与当地人结合，创造了经典的吠陀文化。公元前3世纪中叶，孔雀王朝国王阿育王统一印度半島，但他之后，印度就进入了一个长期的列国的时代，南北的歷史也有所不同。公元8世纪，阿拉伯帝国开始入侵印度，引进了伊斯兰文化。穆斯林最終在印度建立了莫卧儿帝国。15世纪末，渡海而来的西方殖民者蜂拥踏上印度，第二次世界大战之后，印度對英國發動不合作运动。独立后，制定了经济发展的五年计划。冷戰結束後的印度经济自由化，在过去十年已经大幅度地扩大规模。

## 地理
地理上的印度次大陆在西北部、北部和东北部以高大的山脉（兴都库什山脉和喜马拉雅山脉）为界，其余部分面向印度洋。除了南印度的一些国家以外，印度人在历史上并不十分关注海洋，欧洲人到来前的海洋不是印度政治史中的重要因素。次大陆与外界的交往传统上是通过陆路，尤其是西北部兴都库什山脉的那些山口（开伯尔山口，古马尔山口和博伦山口）。外族入侵者进入印度通常取道这些山口，亚历山大大帝、巴卑尔和艾哈迈德沙阿·阿卜达利都是如此，雅利安人本身可能亦如是。
地理上属于伊朗高原的阿富汗和俾路支，在政治和历史上与印度有着密切联系。孔雀王朝和后来很多外族征服者建立的印度王朝，其领土都包含阿富汗；德里苏丹国主要是突厥人统治的国家。直到今日，巴基斯坦的疆域仍然包括地理上位于次大陆范围之外的俾路支省。
次大陆本身可以分为三个区域：北印的印度河-恒河平原，南印的德干高原，和印度半岛最南端。在英国人最终控制整个次大陆之前，印度从未实现过政治上的完全统一，其分野大概即以这三个区域为界。在三个区域中，北方平原的地位最为重要，印度历史上的重大事件大都发生于这里。北印再被拉其普塔纳沙漠和阿拉瓦利岭分为印度河流域地区和恒河流域地区。东部的恒河流域诞生过印度早期的许多重要国家，但其政治中心地位在穆斯林入侵以后被西北部的德里取代。
北印和南印大致以温迪亚山脉为界，温迪亚山脉以南的德干和半岛南端相对于北印拥有几乎独立的政治史。受到山脉的阻碍，北方的国家很难扩张到南方。一些强大的北印政权虽然征服德干，但对这些地区并无法实行稳固的控制。至于最南面的区域，即克里希纳河以外的部分，虽然没有明显的与德干高原的地理分界，但它在历史上是绝少受到北印或德干地区影响的。
南端地区在英国统治之前从未受印度斯坦的政府管辖。相对于北方，南印只有一些地域性的王国，它们没有像北方帝国那样把势力大举推进到北印去，因而南印史在学术研究上受到的重视不若北印史。由于南方的历史进程独立于北方，而且无法按北印的政治史分期，所以古代与中世纪的印度史，北印与南印经常要分别论述。

## 史料问题
印度历史的史料学问题主要集中在古代印度史（即穆斯林征服以前的印度史）；这段时期的可靠史料极度匮乏。相对而言，伊斯兰教时期的史料就非常丰富。而唐玄奘的《大唐西域記》被認為是可靠的古代印度史料。
各穆斯林王朝都留下很多官方文件、编年史和邸报，可供历史学家查阅研究；一些统治者的传记也是十分宝贵的文献（如著名的巴卑尔回忆录）。不那么可靠的史料，还包括此一时期到过印度的外国人的游记等等。关于英国统治时期的历史，则有许多政府档案可以利用。
搜寻穆斯林征服以前的的史料是印度史料学的主要困难。这主要是由於，印度方面本身不重视对於歷史的记载；不少硏究印度歷史的學者都苦於印度歷史文獻的匱乏，例如大中華地區著名的印度歷史專家吴俊才在他的著作：《 印度史》（ 三民書局出版）序言中這樣寫道：印度本國於印度歷史的研究，都是到了一九四七年脫離英國殖民統治後，才特別加以留意，而在此前的英國殖民時期，再之前的蒙兀兒帝國時期，都是異族入主印度，並不鼓勵印度人硏究自己的歷史；印度人又没有构造起一种有效的保存重大历史事件的制度。11世纪到过印度的穆斯林学者比鲁尼（Al-Biruni）评论说：“印度人不十分注意事物的历史次序；他们在述说国王的年代系列时是漫不经心的，当要他们非说不可的时候，就困惑起来，不知说什么好，他们总是代之以讲故事。”比鲁尼的话是非常接近于事实的。在印度不存在类似其他国家的相对可靠的官方史书，却存在着大量宗教典籍、文学作品和民间传说；许多历史事件就混在这些东西里面流传下来（印度人沒有保存文獻於後世的習慣，加之湿热气候不适合保存书籍，相關資料多靠歷代口傳保留下來）。所以关于古印度历史的史料，必须从各种来源中搜集，有时甚至要到文学和自然科学著作中去考证古代印度的历史事件。
常见的史料包括：
- 印度本地的历史文献
  - 各种王朝世系表。这是一种常见体裁，但是大多数印度王表的可靠性与可考性都不高。许多这种表是夹在哲学和文学作品的段落中。往世书和史诗都经常追述古老的印度王朝（如《摩诃婆罗多》的附篇诃利世系里详细地追述日种王朝和月种王朝的系谱）。考虑到往世书的实际创作时间及其宗教目的，不能把它里面包含的古代王朝世系当作可靠的历史记载。
  - 编年史。最著名的此类作品是完成于12世纪的《诸王流派》（或译为《王河》），这是一本喀什米爾的王朝史，以喀什米爾地区的历史为中心。此书可能是由作者（迦尔诃那）根据王室档案编辑而成的，对于12世纪以前的几个世纪的记载堪称信史；但是它对更古老时期的记载的可靠性很低，比如它竟把喀什米爾诸王的世系上溯到前20世纪。
  - 一些介于史实和传说之间的历史故事，如“吠罗曼伽本行”、“勇健王九所行赞”等等，尤其是比尔诃那的长诗《遮娄其王朝史》。[3]它们具有演义性质，但是仍然反映一些历史事件。
- 外国人的著作
  - 孔雀王朝时期客居印度的塞琉古帝国使节麦加斯蒂尼留下的记载一直是研究该王朝的重要史料。麦加斯蒂尼所写的《印度记》早已散佚，现存的部分是在其他希腊作者的引用中流传下来的。希腊和罗马的古典作家，如希罗多德、阿庇安和普卢塔克等在其著作中也多次提到印度。关于亚历山大大帝入侵印度这一史实，几乎完全是得自于希腊人的叙述；印度方面没有保留任何记载。
  - 中国佛教求法僧人的著作是考察印度古典时期的关键史料。这里面最著名的有法显的著作（反映笈多王朝的情况）和玄奘的著作（反映戒日王时期的情况）。另外，汉书中保存关于贵霜帝国及其起源的珍贵记载；藏传佛教的藏文译三藏中有一些巴利文经典和中文经典中没有的篇章，对研究佛教在印度的发展具有巨大价值。
- 宗教和哲学文献
  - 婆罗门教的大量典籍是保存印度上古历史事件的宝库。早期吠陀时代的情况几乎完全依赖吠陀本集和梵书中的内容来推断。类似的文献还有森林书、奥义书，尤其是往世书（往世书的典型结构包含一个称为“梵萨奴查里塔”的叙述古代王朝世系的部分）。但是，这类材料里的史实往往和哲学思辩及教派说教杂糅在一起，而且很难分辨历史事实与神话传说，在利用时必须严加批判。
  - 佛教的典籍三藏对研究佛陀时代及其后的印度历史具有重大价值。值得注意的是，在许多史实问题上，佛教材料提供的说法与婆罗门教材料矛盾。对此类不同来源的史料进行对比研究对于构建古代印度史具有重大意义。与此类似的还有耆那教的典籍。
- 印度的两大史诗，《摩诃婆罗多》和《罗摩衍那》难以归类为任何一种文献，尤其是《摩诃婆罗多》几乎是一部文献总集。但是在两部史诗中反映印度上古的一些历史事件是学术界的普遍观点。
- 铭文材料。古代所留下的铭文可能是考察印度历史的最可靠材料。铭文材料的重要意义在于，它有助于考定历史事件发生的确切日期，而且相对可信。重要的铭文包括阿育王的铭文和笈多王朝的铭文。外国的铭文，如波斯国王大流士一世的著名铭文有时也对构建印度历史的某一部分有所帮助。大流士一世的貝西斯敦銘文（Behistun Inscription）即有提到大流士為大夏、犍陀羅、撒塔吉地亞（Sattagydia）等地之王。[4]
- 古钱币是关于印度历史的知识的重要来源。有关大夏希腊人和塞人在印度建立政权的具体情况，几乎完全是通过对古钱币的研究构建而成的。钱币通常印有统治者的头像和名字，这就为建立一份年表提供基本材料。另外，古钱币的成色、流通地域等情况间接反映经济和政治情况；某一位王公发行的钱币的出土地域常常是其统治范围的有力证据。古钱币的另一个重大意义是它可以用来验证文献材料的真实性[5]。

## 史前文化

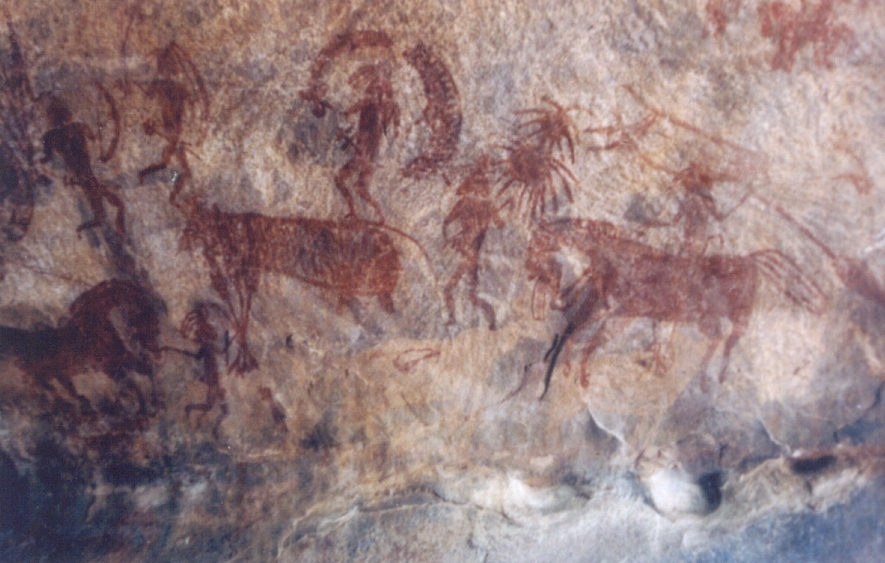
比莫貝特卡石窟的壁畫

在19世纪以前，由于史料的匮乏，人们对于印度的史前史几乎一无所知。20世纪的一些重大考古发现改变这种情况。过去人們誤以爲印度的历史即为雅利安人之历史，但随着印度河流域文明的发现這一觀點已被完全否定；雅利安人的到来，已不再被认为是印度文明的开端。考古研究表明，印度在旧石器时代即已成为人类的定居之所。到雅利安人入侵时，已有许多民族定居于印度，这些居民的成分复杂；他们之中的一些人拥有高度发达的文化。关于这些古代居民，只有吠陀文献和早期的泰米尔文献保留一些模糊的记载，其它情况完全依赖于考古学。

### 旧石器时代
在讷尔默达河谷地区发现的一些零散的早期人类化石（后定名为讷尔默达人）表明至少在旧石器时代中期印度已有人类居住。讷尔默达人的系属分类未定（直立人或智人）；对于其生存年代，考古学家的估计从距今20万年到50万年不等。讷尔默达人化石是南亚地区现存最古老的人类化石。次大陆最早的人工制品的年代早于讷尔默达人，该石器遗址发现于巴基斯坦北部的希瓦利克山，其时代大约为200万年前。希瓦利克遗址中包含大量兽骨化石，但没有人类化石伴随出土。在晚于希瓦利克遗址的地质年代发现的人类活动痕迹明显增多。按照印度考古学界的意见，印度的旧石器文化从喜马拉雅冰期序列的第二冰期开始，可以分为早期、中期和晚期三个阶段。
有两个旧石器时代遗址经过广泛研究被作为印度早期旧石器文化的典型，即北方的梭安文化和南方的马德拉斯文化。梭安文化分布于印度河河谷及其支流梭安河，中心位于拉瓦尔品第（现属巴基斯坦）一带，但实际在杰卢姆河流域以至南印的安得拉邦也有发现。该文化最早的旧石器发现于第二冰河期的台地上，称为前梭安石器。在第二间冰期台地上发现的较前梭安石器为进步的石器称为早期梭安石器。在第三冰河期第二层台地上发现晚期梭安石器，其中首次出现用勒瓦娄哇技术处理的工具。梭安文化的遗迹亦发现于第三间冰期和第四冰河期的台地。梭安文化的主要特征，是单面的砾石工具，以砍砸器为代表性器物，以后逐渐出现刮削器和石片工具等。马德拉斯文化广泛分布于印度中部和南部某些特定区域，以马德拉斯附近发现的手斧为典型。马德拉斯文化的遗址，按照雨期和间雨期分为若干层次；前期的石器主要用石核加工，后期开始利用石片，原料也从石英石转为玄武岩。马德拉斯文化似乎比梭安文化更为先进，该文化的代表性器物是双面手斧和砍劈器。
旧石器时代中期大约从距今14万年前持续到距今2.5万年前。在巴基斯坦贾克巴巴德县的罗赫里山，发现属于这一时期的石料加工场遗址。
旧石器时代晚期大约开始于4万年前，结束于1.5万年前。这一时期的遗址以普拉瓦拉河流域的涅瓦萨文化II为典型。涅瓦萨文化II的石器有石叶工具、石片工具和石锥工具。旧石器时代晚期的代表性器物是利用经初步打制的石核制成的两面平行的石片。20世纪90年代，又在卡纳塔克邦发现一个采石场遗址。
印度的旧石器时代居民不会使用金属，也不懂得种地。他们的生活大抵是以狩猎和采集为主。也有推测这一时期的人已经开始驯养家畜和种植大麦。由于他们不实行墓葬，也没有办法找到这些原始居民的骨骼用于人类学研究。

### 中石器时代
按照印度学者的意见，次大陆没有经历过中石器时代，旧石器时代以后接着就是新石器时代。但根据石器工具发展的特征，一般仍从新石器时代中分出中石器时代阶段，其年代大约始自公元前30000年，并经过2.5万年的时间跨度。
中石器时代对应地质学上的全新世。中石器文化广泛分布于次大陆各地及斯里兰卡；在斯里兰卡发现最早的中石器时代遗址，而最北的遗址发现于兴都库什山脉，那里的文化看起来是同一地区旧石器文化的直接发展。在西孟加拉和印度南部等地，发现许多中石器时代的小型石器和燧石；古吉拉特邦的朗格拉杰发现一制造工具的场所，此地并发现粗制陶器、人类骨骸和兽骨。拉贾斯坦邦的巴戈尔也是一处重要遗址。
印度中石器文化的特征是使用所谓细石器。细石器较旧石器时代的石器制品小，加工也更加细致，有刮削器、切肉刀、手斧、钻头等多种类型。中石器时代的居民仍然以渔猎和采集为生，虽然也发现一些可能表明此时已有人从事驯养动物和小规模农业活动的证据。无论如何农业和畜牧不是这一时期的主要生活方式。印度最古老的岩洞壁画发现于旧石器时代的遗址中；在中石器时代人生活的山洞里，岩画更加频繁地出现，它们表现狩猎等人类活动的生动场景。一些遗址可能保存最早的宗教活动的痕迹。
据估计印度的中石器时代最晚结束于距今5000年前。现代人类（智人）在这一时期进入次大陆，其时间大约是在1.2万年前最后一个冰河时期的末期。

### 新石器时代
大约自公元前6000年以后起印度各地进入新石器时代。新石器文化的分布范围更加广泛。俾路支斯坦和信德地区的新石器文化出现较早；印度河以东地区的已发现遗址则属于较晚的年代。不同地区的新石器文化延续时间不尽相同：在俾路支，新石器文化很快进化为金石并用阶段；而在克什米尔和中印度森林地区，新石器文化出现较晚，结束也较晚。在迈索尔和阿萨姆邦也发现重要的新石器时代遗址。从俾路支的遗址推断，该地区的文化与邻近的伊朗文化和阿富汗文化有密切关系。
印度新石器文化总体来说晚于两河流域文化。这时虽然还没有完全放弃粗石器的使用，不过新石器时代的人使用的石器大多数已是经过打磨加工的适于更多不同用途的工具。在极个别的地区发现铜器。这一时期的居民留下一些墓葬，在克什米尔和南部印度的婆罗门吉里、皮克利哈尔等地都发现了属于新石器时代的墓穴。他们耕种土地，饲养动物并掌握取火方法。在克什米尔的布尔扎霍姆岩洞内发现的遗址表明此时已制造陶器。他们能造船和织布。但是，此时是否已经从游牧和狩猎的生活方式转为定居务农，还没有确定。迈索尔地区高原上的新石器时代人显然是游牧的。新石器时代的印度居民与旧石器时代的居住者是否属于同一种族，这是很难说的。

### 金石并用时代
印度的金石并用时代，或称为红铜时代，是部分学者提出的介于新石器时代和哈拉帕文明之间的一个时代。其具体时间大约在公元前第4千纪中叶至第3千纪中叶。这一时代的人们所用工具仍以石器和骨器为主，但金属也已经进入人类生活。黄金可能是印度原始居民最早利用的金属，不过他们只把黄金用来做饰品。最早作为实用工具的金属也许是红铜，在金石并用时代的遗迹中常有发现。红铜器的形式有斧子、凿子、铜环和铜条等。这一时期的文化大抵建立在畜牧和种植业基础上，人们饲养牛羊，种植大麦、小麦和豆类。
金石并用时代的文化主要发现于恒河与亚穆纳河河间地，以及拉贾斯坦、旁遮普和古吉拉特。

## 古代史

### 哈拉帕文化
已知的最古老的巴基斯坦印度文明是公元前第三千纪的印度河流域文明，通常以其代表遗址所在地哈拉帕（在西旁遮普）命名，称为哈拉帕文化。哈拉帕文化在达到相当发达和成熟的情况下，由于至今不明的原因而衰落以至最终彻底消失。
1921－1924年，印度河上游的哈拉帕遗址及下游的摩亨佐-達羅遗址相繼被發現。经科学测定，这是一些处在公元前2300－前1750年的远古文明，比吠陀文明要早出现一千多年。两遗址出土大量印章，这些印章有玉石，有铜，刻画数百个字符图形，这些文字和中国的甲骨文有许多类似之处，但至今仍然未能释读成功。

### 吠陀文化

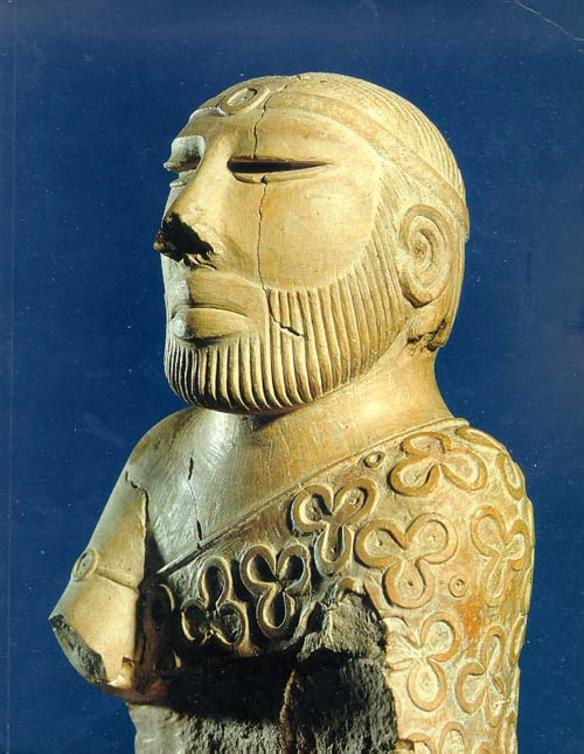
祭司國王像，出自印度河流域文明

取代哈拉帕文化的是由西北方进入印度的雅利安人带来的新文化体系，这一文化（有时以其圣典的名字称为吠陀文化）是古典印度文化的起源。早期吠陀时代的历史几乎完全无从考查；梨俱吠陀描述这一时期雅利安人的主要活动是祭祀、迁徙和对土著居民（可能是达罗毗荼人）进行征服。雅利安人在这时的主要祭祀对象是代表自然力量的因陀罗、阿耆尼诸神。在吠陀时代晚期，雅利安人的文化相较以前有很大发展；他们从早期主要居住的旁遮普移入恒河流域地区。种姓制度在这时大概已经出现。崇拜梵天、毗湿奴、湿婆三大神的婆罗门教代替敬奉自然神灵的早期吠陀信仰，这种宗教的一个显著特点是抬高祭司阶层（婆罗门）的地位。往世书和印度大史诗描述这一时期雅利安人分成不同的部落集团，而且人民中已经有被称为“罗阇”的领导者出现（王）。敌对的部落集团之间进行频繁的战争，最终形成为数众多的早期印度国家。在前600年时，印度有不少于20个这样的国家，吠陀时代到这时通常认为已经结束。这一历史时期是所谓的列国时期，因为佛教产生于这一时期，也常称为佛陀时期。列国时代的印度精神生活十分活跃，出现许多哲学或宗教流派，其中影响最为久远的即是佛教和耆那教。通常称这次思想爆发为“沙门思潮”，新涌现的许多思想潮流的一个共同点是，它们都反对婆罗门在印度社会中的特权地位。

### 十六雄國時期

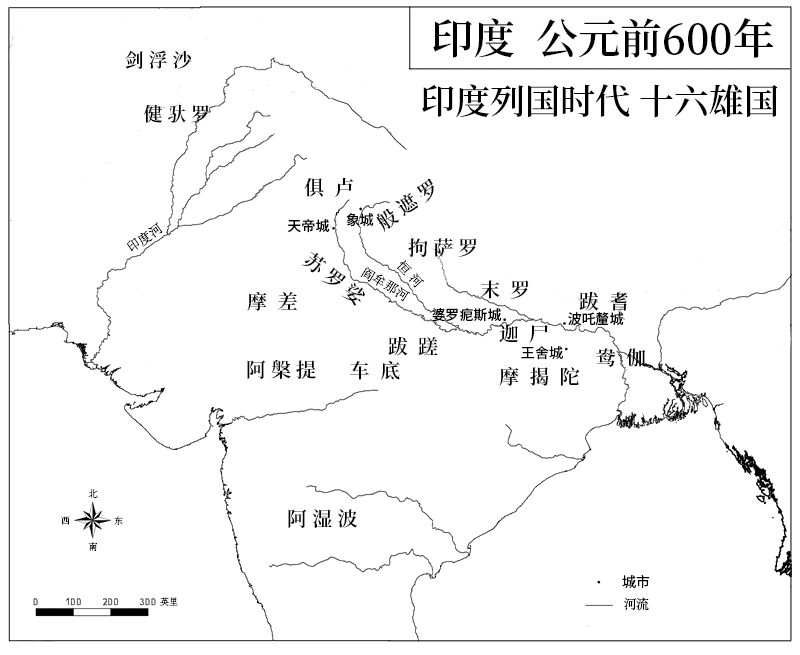
印度十六雄國分佈圖

十六雄國是十六個強盛的王國或共和國，其範圍涵蓋肥沃的印度河-恆河平原，其實也有其他較小的國家，散佈在這個範圍上。通常所指的十六雄国是：迦尸、憍萨罗、鸯伽、摩揭陀、弗栗恃（跋耆）、末罗、支提、跋蹉、俱卢、般遮罗、摩差耶、修罗色那、阿湿波、阿底、犍陀罗和甘菩遮（剑洴沙）。在许多印度邦国之中，位于今比哈尔邦的摩揭陀国逐渐居于优势地位。印度可信的政治史开始于频毗娑罗（瓶沙王）统治摩揭陀的时期。往世书和各教派的典籍证明这位君主的存在，以及他积极的政治活动导致摩揭陀的实力大大增强。频毗娑罗之子阿阇世（未生怨王）执行扩张政策，大概在北印度确立某种盟主地位；他支持佛教的发展，使佛教在王舍城举行第一次结集。大约从前4世纪开始，难陀王朝统治摩揭陀；这个王朝的建立人摩訶帕德摩·難陀是一个比阿阇世还要强大得多的统治者，甚至德干高原的某些地区也服从他的王权。

### 波斯人與希臘人的入侵

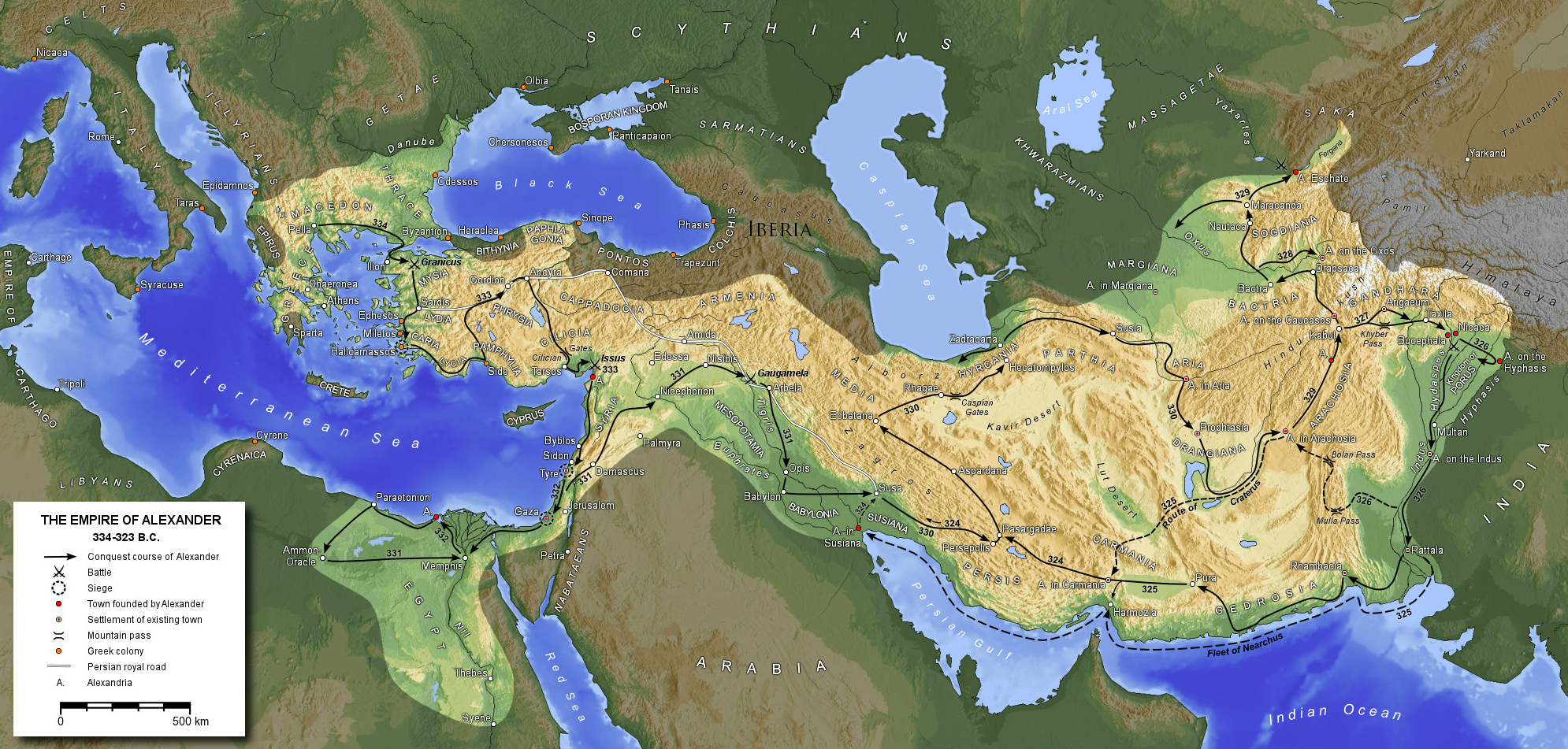
亞歷山大帝國的勢力大約可達印度河

公元前6世纪末期，波斯阿契美尼德王朝国王大流士一世征服印度河平原一带。这是有记载的印度雅利安人社会与其它发达文明的第一次政治接触。大流士一世統治的印度河平原被劃為數個省（satrapy）。在大流士之后侵入印度的是來自歐洲的征服者马其顿国王亚历山大大帝，波斯帝国的衰落导致他可以长驱直入亚洲，其兵锋所及最远之处就是印度。亚历山大对印度西北部地区的侵略在印度文献中没有留下任何记载，然而它可能对孔雀王朝的兴起產生推波助瀾的作用。

### 孔雀王朝

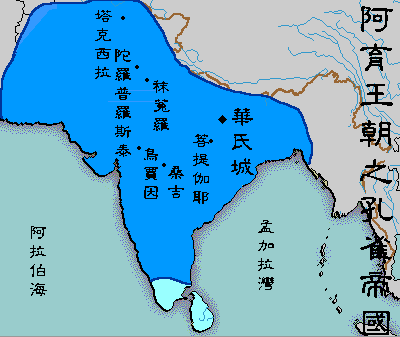
阿育王時期孔雀王朝的領土範圍

亚历山大撤出印度之后不久，被称为月护王的旃陀罗笈多推翻摩揭陀的难陀王室。旃陀罗笈多建立起印度历史上的第一个帝国式政权孔雀王朝。他赶走希腊人在旁遮普的残余力量，逐渐征服北印度的大部分地区。月护王在位后期击退塞琉古一世的入侵，并获得对阿富汗的统治权。孔雀王朝终于在阿育王时期到达颠峰，这位伟大的君主完成对南方羯陵伽的征服，这样除了极南端的一些国家以外整个印度都在形式上统一于帝国政权之下。阿育王大力支持佛教，广泛进行传教活动。但是，孔雀王朝的强盛在阿育王去世之后即告终止。摩揭陀的力量退缩回它本来居有的地区，印度恢復列国时代的那种分裂状态。

### 貴霜王朝

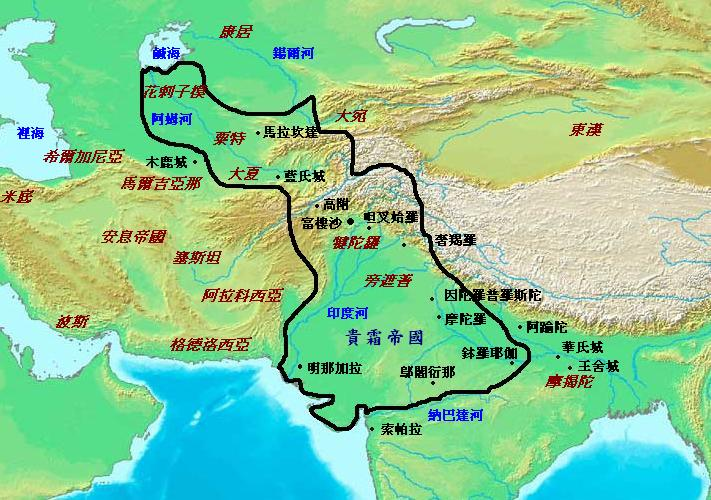
迦腻色伽一世時期貴霜王朝的範圍

从前2世纪初开始，大夏希腊人、塞人和安息人先后侵入印度；塞人的侵略尤其广泛，他们在整个西印度建立许多公国。大月氏人成为最成功的侵入者，他们由北方進入，擊敗當地勢力，在北印度建立强大的贵霜帝国。貴霜王朝在迦腻色伽一世的時期達到鼎盛，这个国家被列举为古典世界的四大帝国（罗马帝国、安息、贵霜帝国和汉朝）之一。贵霜时代的宝贵产物是大乘佛教和犍陀罗艺术。

### 笈多王朝

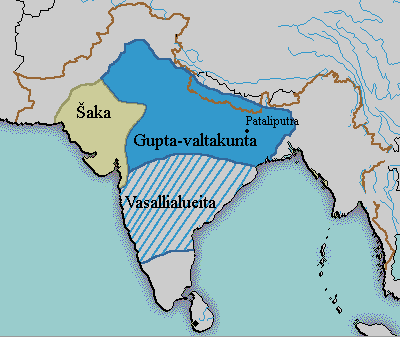
笈多王朝的領土範圍

贵霜帝国在强盛約兩世纪之后分裂为一些小的政治力量。取代他们在北印度的优势地位的是旃陀罗笈多一世建立的笈多王朝。笈多王朝是孔雀王朝之后印度的第一个强大王朝，也是由印度人建立的最后一个帝国政权，常常被认为是印度古典文化的黄金时期。与孔雀王朝一样，笈多王朝的发源地是在摩揭陀；这个王朝的头几位君主都是征服者，他们确实统一北印度，但在南方则并没有扩张得太远。旃陀罗笈多二世取得一次对塞人的辉煌胜利，常常被认为是印度传说中的伟大英雄超日王。笈多王朝的文化非常繁荣。婆罗门教再度兴起，不过此时它已经开始向现代印度教转变；佛教和耆那教继续拥有广泛信徒。笈多君主的宗教政策总体上来说是容许所有教派传播。在文学上，出现古代印度最伟大的诗人迦梨陀娑。

### 后笈多王朝
从中亚侵入印度的嚈哒人（白匈奴）严重地损害笈多王朝。嚈哒人后来被印度社会所同化，但他们在5～6世纪的活动促成帝国的解体。许多地方王公和民族反对笈多王朝的中央权力，于是这个帝国迅速瓦解。所谓后笈多王朝（实际上与真正的笈多王室没有关系）的统治权力再次退回摩揭陀。6－7世纪之间，波斯萨珊王朝还统治过印度河平原。7世纪的印度是分裂和混乱的，除了卡瑙季（曲女城）的统治者戒日王在北印度建立过短暂的霸权之外，没有一个王公拥有广大的权力。不过，在南印度则兴起几个强盛的政权，如遮娄其人（其统治者打败戒日王的进攻）、罗湿陀罗拘陀王朝和帕拉瓦人。

### 拉其普特时期

約750-900年，西印的瞿折羅-普臘蒂哈臘王朝（绿色）、南印的罗湿陀罗拘陀（橙色）、東印的波羅王朝（紫色）鼎立，形成卡瑙傑三角（Kannauj Triangle，指三角鬥爭、爭奪中央的卡瑙傑地區）

大约在7世纪北印度兴起一种新的力量，即拉其普特人。他们在7～8世纪之后的印度历史中起突出作用。从7世纪中叶直到12世纪末穆斯林征服北印度之间的历史时期常常被称为拉其普特时期。在这段时间里，几乎所有的北印度政权都是拉其普特人建立的；南方的遮娄其人也是拉其普特人的一支。拉其普特人并不是一个统一的民族，他们中特别重要的有瞿折罗-布罗蒂诃罗人、兆汉人和遮娄其人。各拉其普特王国之间混战不已，同时又激烈抵抗伊斯兰教力量对印度的侵略，以致拉其普特人常被认为是印度教的保卫者。期间在750－1174年间的波罗王朝统一过北印度。
阿拉伯人在8世纪初征服印度西北部的信德，揭开穆斯林入侵印度的序幕。
9～11世纪在南印度出现几个强大的王国，如朱罗国（注辇）和潘地亚。其中朱罗国曾经侵入印度尼西亚诸岛屿。

### 伊斯兰时期

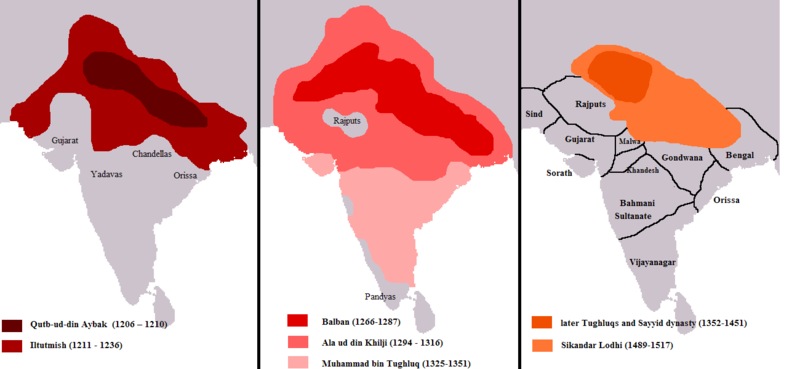
1206-1526年的德里蘇丹國，左圖：13世紀奴隸王朝擴大至深紅區；中圖：13世紀卡爾吉到14世紀图格鲁克王朝擴大的淺紅色區；右圖：1398年帖木兒摧毀北印度後，15世紀苟延殘喘的赛义德（暗棕）和洛迪王朝（橘色）

#### 德里苏丹国
伊斯兰对印度的真正征服开始于11世纪，是由中亚的突厥人进行的。加茲尼王朝的苏丹马茂德入侵印度12次以上，在北印度造成严重破坏。加茲尼王朝在中亚的领土于1173年被其位于阿富汗的原附庸廓尔王朝吞并。廓尔王朝的统治者穆伊兹-乌德-丁·穆罕默德（廓尔的穆罕默德）在1192年的第二次德赖战役中决定性地击败兆汉人；他留在印度的总督（出身奴隶）顾特卜-乌德-丁·艾伯克于1206年采用苏丹头衔统治被穆斯林征服的北印度地区，定都德里。此后直到莫卧儿帝国建立，北印度的历史即为德里苏丹国的历史。
德里苏丹国是由来自阿富汗的突厥人建立的穆斯林政权。先后有5个王朝在德里进行过统治：奴隶王朝、卡尔吉王朝、图格鲁克王朝、赛义德王朝和洛迪王朝。由於這些王朝首都始終位於德里，故統稱此時期為德里蘇丹國。不过，德里苏丹国并非统一整个印度的帝国。除了在阿拉-乌德-丁·卡尔吉等极强大的苏丹统治时期，德里苏丹国充其量只是北印度的一个最大的王国。北印度的拉其普特人继续保有强大的力量，而南印度则几乎从未进入苏丹政权的版图。阿拉-乌德-丁·卡尔吉时期对德干地区的3次大举入侵使德干北部服从苏丹统治直到14世纪；菲罗兹·图格鲁克苏丹臣服印度教王公统治的奥里萨。困扰苏丹的问题主要是叛乱和外部入侵。在整个德里苏丹国存在时期，叛乱和王室内讧层出不穷。各地的分立势头从未被有效遏止，几个著名的苏丹都曾镇压过大规模的叛乱。外部入侵的威胁开始主要是来自蒙古人，后来则是中亚的征服者帖木儿。1398年帖木儿的可怕入侵终于使摇摇欲坠的苏丹政权彻底崩溃。德里苏丹国在帖木儿撤离之后實際上解体了，独立王国林立各地，虽然还有名义上的苏丹，但他们的权力几乎只限于德里和旁遮普。
德里苏丹国时期，印度的穆斯林文化有很大发展。蘇丹摧毀原有印度宗教寺廟並限制新建、禁止宗教節日慶典，以及迫害印度教徒。伊斯兰式的宏伟建筑在印度耸立起来，这一时期所形成的建筑风格有时被称为德里风格。在文学上，产生阿密尔·胡斯鲁这样的伟大诗人。突厥人也带来一种有害制度：在宫廷和贵胄之家中流行的奴隶制。特别值得提出的是乌尔都语在苏丹时代产生，以及罗第王朝末期出现锡克教。

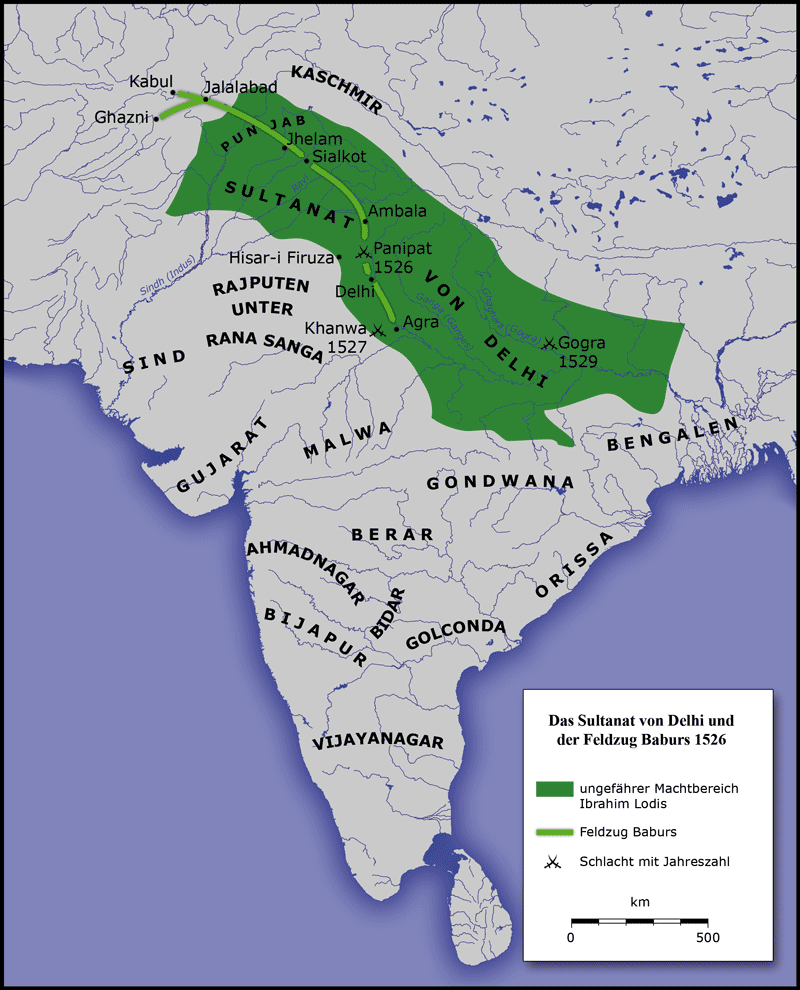
1526年蒙兀兒之巴卑尔入侵前夕的洛迪王朝

#### 莫卧儿帝国

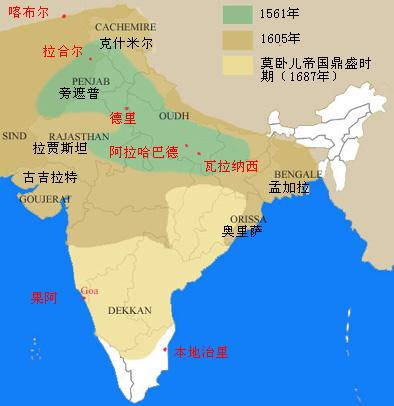
莫卧儿帝國擴張圖：綠色-巴卑爾、暗土色-阿克巴征服並保持到沙賈漢、暗米色-奥朗则布

德里苏丹国瓦解造成的权力真空并没有持续很长时间，新的穆斯林征服者很快在西北方出现。1526年，帖木儿的直系后代巴卑尔从中亚进入印度，在第一次帕尼帕特战役中击溃罗第王朝的最后一个苏丹易卜拉欣·罗第。巴卑尔占领德里并被尊为“印度斯坦的皇帝”。他继而在1527年击败拉其普特人，1529年又消灭阿富汗人的残存力量。由巴卑尔建立的政权被称为莫卧儿帝国，意为“蒙古人的帝国”，因为巴卑尔的血统由母系可以上溯到成吉思汗。巴卑尔的统治只是莫卧儿帝国的肇始，他还未来得及巩固莫卧儿人在北印的地位便已去世。行政、司法和财政制度都没有建立；这些关键事物实际上是由莫卧儿人的敌人舍尔沙缔造的。舍尔沙是南比哈尔地区的阿富汗人首领，他在1540年打败并赶走巴卑尔的继承人胡马雍，短暂地恢复阿富汗人在印度的统治。舍尔沙的统治时期很短，但是却十分重要。他压服孟加拉的叛乱，并把它分成19个小行政单位；征服瓜廖尔；打败最强的拉其普特人领袖马尔德夫。在短短5年之内，几乎整个印度北部都被他征服。在舍尔沙于1545年阵亡之前，他已经在北印建立自上而下的行政制度，举行土地清丈以确定税制，并进行货币改革。舍尔沙的统治事实上为莫卧儿帝国的最终建成铺平道路。在舍尔沙死后，胡马雍得到波斯国王太美斯普一世的支持返回印度，不久夺回德里；但他在与主要敌人阿迪尔沙阿交锋之前突然死去，完成莫卧儿人伟业的任务归于其子阿克巴。阿克巴最强大的敌人是阿迪尔沙阿的印度教将军喜穆。喜穆利用胡马雍之死夺取阿格拉和德里，并自称为“超日王”，可能在印度复兴起一个印度教的王朝。阿克巴在1556年关键的第二次帕尼帕特战役中打败喜穆，于是在印度再也没有可以与莫卧儿人抗衡的力量。
阿克巴是莫卧儿帝国的真正建立人和最伟大的皇帝。他在漫长的统治期间（1556-1605年在位）征服印度北部全境，并把帝国的版图第一次扩展到印度南方。由于对拉其普特人采取怀柔政策，大多数好战的拉其普特部族都归顺帝国的统治。对异教的宽容是阿克巴的显著特点，他不仅免除非穆斯林的人头税，还企图倡导一种融合印度教与伊斯兰教的宗教改革。以苏巴（省）为单位的全国行政制度形成，印度教徒也被允许担任政府官员。阿克巴时代的印度是伊斯兰世界最强大的帝国之一，來印貿易的英國東印度公司和使節對他大加讚譽，說他和當時英格蘭「聖潔女王」伊丽莎白一世（1558年至1603年在位）同樣英明偉大。
1605年阿克巴去世后，莫卧儿帝国先后由贾汉吉尔和沙賈漢统治，这是两个才能较为逊色的统治者，但後者的治國才幹仍有稱道之處。1657年重振武功並蓋出泰姬瑪哈陵（絕世名勝）的沙賈漢终于被自己的儿子奥朗则布推翻失去皇位。
奥朗则布是莫卧儿王朝最重要但也最具争议的皇帝。他放弃莫卧儿帝国初期尤其是阿克巴时代的宗教宽容政策，加强伊斯兰教的宗教地位，企图使印度完全伊斯兰化。奥朗则布恢复对非穆斯林征收人头税，将印度教徒逐出政府，并大举拆毁印度教庙宇与神像。这些短视的政策导致帝国境内的非穆斯林与政府的矛盾突然尖锐起来，并很快演变成武装斗争。坚持自己信仰的锡克教徒和拉其普特人成为莫卧儿帝国公开的敌人；奥朗则布虽然多次打败他们，却无法彻底消灭其反抗力量。最危险的国内敌人是新兴的马拉塔人国家，它后来发展出可与莫卧儿帝国匹敌的军事能力。另一方面，由于奥朗则布力图消灭他的政治对手，莫卧儿帝国帝国的疆域在他在位时扩张到最大限度。他长期驻留在德干指挥对该地区各穆斯林小国的征服，这些国家是16世纪初德干的伊斯兰教强国巴赫曼尼王朝分裂后形成的。其结果是奥朗则布取得胜利，将德干地区并入帝国版图，成为印度南方的最高统治者。除了次大陆极南端和馬拉塔帝國以外，奥朗则布统一整个印度。
奥朗则布去世后的莫卧儿帝国称为“后期莫卧儿”。这一时期的特点是，皇帝大都昏庸无能，马拉塔人愈战愈强，大有取莫卧儿而代之的趋势。但是，决定印度命运的因素是欧洲列强。

## 近现代史

### 殖民地时期
最早在印度建立据点的欧洲国家是葡萄牙，他们的殖民地位于莫卧儿帝国版图之外。此后荷兰人也积极介入，并打败葡萄牙人。奥朗则布在帝国极盛时期忽视欧洲殖民者的危险，而他的子孙们在被迫面对欧洲人时已经由于帝国衰落而软弱无力。到了18世纪，在印度追求利益的欧洲强国主要是英国和法国。经过一番斗争，英国人取得优势，把法国的存在削弱到只剩下几个小殖民点。
经营英国在印度事务的主要实体是不列颠东印度公司，这个商业贸易企业由于莫卧儿帝国的分裂而得以步步蚕食各独立印度王公的领土，最后成为印度的实际统治者。早期东印度公司尚不能与帝国政府直接对抗，但成功地利用个人友谊从穆罕默德·法鲁赫·西亚尔皇帝手中获得贸易特权。在西亚尔死于宫廷阴谋之后，一连串短命的皇帝先后上台，帝国陷入混乱，偏远的省份纷纷独立。马拉塔人的力量十分强盛，他们从帝国手中夺取拉贾斯坦、古吉拉特等地；但内部斗争也损害他们，使其从统一的王国变为松散的联盟（马拉塔国家联盟）。1739年，波斯国王纳迪尔沙阿入侵印度，焚掠德里，并割走印度河以西的所有印度领土。此后阿富汗的统治者艾哈迈德沙·杜兰尼又多次侵略印度，特别是在1761年的第三次帕尼帕特战役中，印度本土唯一有希望取代莫卧儿人建立强大政权的马拉塔人也遭到他毁灭性的打击。这些事件在客观上为东印度公司建立殖民统治创造便利。由于印度国内的各种力量均遭重创，英国人有可能动用武力来实现目的。1757年，英国军官柯拉夫在普拉西战役中打败得到法国支持的孟加拉王公西拉杰·乌德·道拉，使孟加拉成为东印度公司的傀儡，为征服整个北印铺平道路。在1764年的布克萨尔战役中，英国人粉碎企图摆脱控制的孟加拉王公米尔·卡西姆与莫卧儿皇帝的联军，徒有虚名的莫卧儿帝国政府从此也听命于殖民者。此后历经迈索尔战争和三次马拉塔战争，印度国内比较强大的反抗英国统治的力量基本上都被消灭。1818年马拉塔人势力最后覆灭后，大多数印度王公都承认东印度公司的宗主权。最晚被英国兼并的印度领土有信德（1843年）、锡克人控制的旁遮普（1849年）、贝拉尔（1853年）和奥德（1856年）。

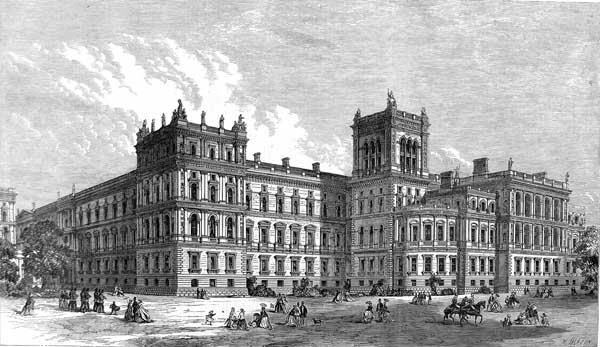
伦敦的外交及印度事务部大楼

由于殖民者的种种不公正政策，1857年爆发著名的印度民族大起义。起义的直接导火索是在印度裔士兵中流传关于分发涂有动物油脂的子弹的传言，这严重地触犯印度人的宗教信仰。起义主要由封建王公领导，并推举末代莫卧儿皇帝巴哈杜尔沙阿二世为名义上的领袖。穆斯林和印度教徒都积极参加，暴动迅速扩及印度领土的三分之二。英国人集中全部力量，利用锡克教徒和廓尔喀雇佣军的人力，严厉地镇压这次起义。1857年印度起义带来重大的政治后果。英国政府认识到其印度政策存在严重弊端，开始进行重大调整。1858年通过的《改善印度管理法》取消东印度公司，由印度事务大臣接管其全部职权；并成立以印度总督为首的印度政府。英国人也正式结束已无存在意义的莫卧儿王朝，将巴哈杜尔沙阿二世流放到缅甸。此后印度进入由英政府直接统治的时代。
1876年，维多利亚女王（英語：Queen Victoria）被冠以印度女皇头衔，以英國繼承印度皇統的方式，正式稱帝，是英國歷史上第一位女皇（英語：Empress），象徵大英帝國成立。英国直接统治下的印度（称英属印度）分为13个省，其中包括缅甸。另外约有700个由印度王公统治的土邦在英国严密监督下存在着，这种土邦占整个印度面积的五分之二（有些省里也有土邦）。以印度为根据地，在亚洲遏制俄国扩张的思想使一些英国官员致力于西北方向扩展英属印度的疆域，结果引发1878年至1880年的第二次阿富汗战争。在社会和经济方面，英国人在创立现代教育体系、修筑铁路、发展印度本地工业等问题上有所建树。自19世纪中期起，英国资本大量输入印度，印度资本主义得以快速发展；在此基础上产生印度资产阶级，其精英阶层将影响印度的未来。以罗姆·摩罕·罗易为代表的知识分子掀起印度的启蒙运动，其意义在于通过对印度教进行改革使古老的印度社会向现代文明转变；梵社、雅利安社、罗摩克里希纳传教会等宗教改革社团的积极活动，终于在推动社会进步、唤醒民族意识上产生巨大作用。在进行印度教改革的同时，比较激进的印度知识分子发起政治改革运动，要求英国政府给予印度人民更高的权利。在孟加拉、孟买和马德拉斯三大管区都出现民族主义组织。1885年，印度国大党成立，该党的早期政治主张主要是要求实行代议制。后来鉴于国大党的政治影响，印度的伊斯兰教领袖们认为穆斯林世界在适应现代社会方面落后印度教徒太多，遂于1906年组建全印穆斯林联盟。英国人有意识地利用印度教徒和穆斯林之间的矛盾。
在1885年以后，印度几乎每年都有民族主义者的集会，但维多利亚时代的英国官僚显然漠视印度人的诉求。英国人在印度的统治目标仅仅是避免出现饥荒；1906年以前，尽管缓慢地推行着公职人员的印度化，但英国政府从未考虑过让印度自治。1905年时任总督的寇松勋爵草率地将孟加拉划分为两个省，结果引发有政治自觉的印度人的广泛愤怒，反英运动在孟加拉内外迅速发展起来。这次运动由国大党领导，最后因英政府的强力干预而被平息，国大党内部也发生激变（极端派被开除出党）。穆斯林联盟在这次事件中支持英国政府，这说明穆斯林和印度教徒在国家前途问题上已经分道扬镳。1909年英国通过莫莱-明托改革法案，规定穆斯林和印度教徒在立法机构改选中实行分别选举，此后教派政治成为制度，印度民族运动分裂。

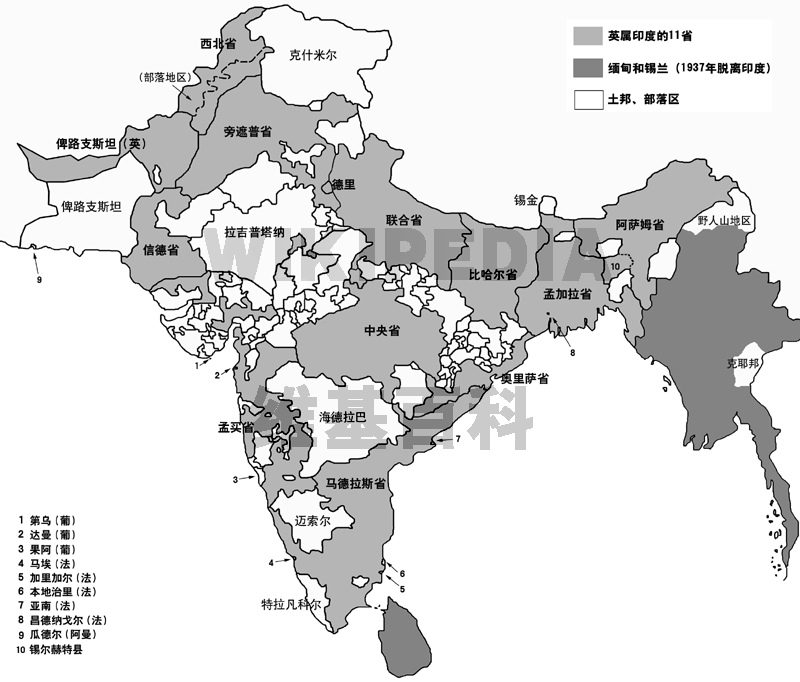
英属印度的政治地图（1939年以后）

### 印巴分治
第一次世界大战对印度民族主义的发展带来重大影响。印度精英阶层在战时积极支持英国，希望以此换取民族自治；但英国在战后的行为令他们大失所望。英政府在战争结束后继续执行军管法令，而且还制订新的镇压法案（罗拉特法）。1919年4月13日发生英军屠杀印度群众的阿姆利则惨案。这些事实使已经成为国大党主要人物的莫罕达斯·卡拉姆昌德·甘地转变对英政府的态度，并于1920年改组国大党。国大党在两次世界大战之间多次领导反英斗争，其指导方针是甘地提倡的非暴力不合作。然而，印度教徒和伊斯兰教徒之间的分歧也在加深。穆罕默德·阿里·真納崛起为国大党内的穆斯林领袖，与掌握印度教群众的甘地分庭抗礼。1928年的尼赫鲁报告因为主要反映印度教徒的意愿，曾引起穆斯林的强烈反弹。英国当局在1930年至1932年召集全印王公和政治领袖举行三次伦敦圆桌会议，并于1935年通过新的印度法案（1935年印度政府法案），在使国大党掌握重大权力的同时也加剧两派之间的不和。在第二次世界大战中，印度民族运动继续发展。1944年甘地与真纳的会晤以失败告终，而印度穆斯林已经广泛支持建立独立的伊斯兰教国家。二战结束后，英国实力急剧衰落，其在印度的殖民统治已经不可能维持。1946年发生印度皇家海军起义，事件之后英国立刻派遣内阁特使团前来谈判，主要内容在于讨论国大党和穆斯林联盟之间的矛盾以便移交政权。1947年英国提出蒙巴顿方案。根据该方案，巴基斯坦和印度两个自治領分别于1947年8月14日和8月15日成立，英国在印度的统治宣告结束。

### 印度共和国
独立后的印度共和国面临着一系列严重问题，尤其是印巴分治所带来的后遗症。独立后第一年印度与巴基斯坦就由于克什米尔争端而爆发军事冲突。尼赫鲁执政时代，印度倾向于社会主义，并仿照苏联制定经济发展的五年计划，但在外交方面独立于苏、美两个超级大国的集团之外，而选择成为发展中国家的代言人。但是，1962年暴发的中印边境战争否定尼赫鲁的外交目标，并对印度与中国之间的关系产生长远的不利影响。拉尔·巴哈杜尔·夏斯特里执政时期与巴基斯坦在克什米尔进行三星期的战斗。此后是甘地夫人的长期执政时代，印度在1971年的第三次印巴战争中大获全胜，但也付出倒向苏联的政治代价。1974年印度进行第一次核试验。甘地夫人在1977年大选中被政敌莫拉尔吉·德赛击败，但很快又成功夺回政权，直到1984年因其对锡克教的强硬态度遇刺身亡。甘地夫人之子拉吉夫·甘地在母亲死后继任印度总理，他于1991年被斯里兰卡的泰米尔猛虎组织暗杀。1998年至2004年印度人民党执政时期，印度经济持续高速增长，并于1998年5月连续进行5次核试验成为公开的核大国。21世纪初的印度，已成为世界第四大经济体（按购买力评价），被广泛认为是潜在超级大国之一。2007年7月19日的总统选举，普拉蒂巴·帕蒂尔获胜，成为印度共和国的首位女总统。

### 引用
1. ↑  印度通史，第一卷，7页～16页
2. ↑  印度通史，第一卷，27页
3. ↑  《梵语文学史》，360页
4. ↑  .   [2010-04-08]. （原始内容存档于2013-09-25）.
5. ↑  印度通史，第一卷，33页
6. ↑  印度文明，37页
7. ↑  世界上古史纲，342页
8. 1 2 3  世界上古史纲，343页
9. 1 2  印度通史，44页
10. ↑  大美百科全书，中文版印度条目
11. 1 2  印度通史，上卷，344页
12. ↑  中国大百科全书·外国历史卷，1065页
13. ↑  印度通史，第一卷，103页
14. ↑  《普通高級中學選修歷史下冊》.莊尚武主編.翰林出版社
15. ↑  周珺，简讯：帕蒂尔当选印度首位女总统 （页面存档备份，存于），新华网

### 书籍
- 《印度通史》，商务印书馆，书号：11017·224
- 《大美百科全书》
- 《中国大百科全书·外国历史卷》
- 《世界通史》，人民出版社，书号：11001·201，1962年第一版
- 《世界上古史纲》，人民出版社，书号：11001·362，1979年第一版
- 《苏联历史百科全书·人物卷》，1961～1973
- 《印度文明》，ISBN 7-5004-4377-3
- 《古印度：神秘的土地》，ISBN 7-5080-2597-0
- 《印度史》（吳俊才著，三民書局）
- 《梵语文学史》，金克木著，江西教育出版社，ISBN 7-5392-3150-5/I351·092